# Zone industriali di esportazione
Le zone industriali di esportazione – in inglese export processing zones (EPZ) – sono delle zone franche di produzione costituite in Paesi con livelli di arretratezza per quanto riguarda il mercato del lavoro e le norme ambientali. In queste nazioni, fra le quali spiccano Cina, Messico, Vietnam e Filippine, le multinazionali producono in condizioni privilegiate sotto vari aspetti:
- territoriale, attraverso la costituzione di microstati in buona parte in deroga dalle leggi territoriali nazionali;
- finanziario – si parla in questo caso di zone franche –[3] per mezzo di esenzioni delle tasse anche per lunghi periodi di tempo (ad esempio nello Sri Lanka è fissato per 10 anni dall'insediamento);
- sociale, attraverso paghe bassissime, a volte inferiori al costo della vita, contratti precari e divieti di ingresso a sindacalisti[4] garantiti dalla presenza di forze militari.

Queste misure sono attuate dai singoli stati in competizione fra loro per garantirsi la presenza della produzione delle multinazionali sul suolo nazionale. 
Saskia Sassen in Fuori controllo argomenta: «le zone franche fanno parte di un processo volto a "ritagliare" lembi di territorio nazionale per trasformarli in "aree denazionalizzate". Poco importa che tali aree denazionalizzate provvisorie e irreali si espandano continuamente inghiottendo spazi sempre più vasti».

## Storia
Modelli simili alle zone industriali di esportazione sono sempre esistiti, fin dall'antichità, dove città-Stato quali Utica, Cartagine e Tiro si dichiaravano "città franche", nelle quali le merci potevano essere depositate senza che venisse pagata alcuna tassa. Durante il periodo del colonialismo intere città come Hong Kong, Singapore e Gibilterra divennero porti franchi che offrivano servizi con tariffe d'importazione ridotte. Oggi, esistono vari tipi di zone franche: i paradisi fiscali come le isole Cayman, i duty-free degli aeroporti, magazzini doganali e porti franchi..
Un primo abbozzo delle moderne zone industriali di esportazione si configura nel 1964 quando il Consiglio economico e sociale delle Nazioni Unite propose la creazione di zone franche come incentivo allo sviluppo del commercio per i Paesi in via di sviluppo. Il progetto si affermò operativamente solo dagli anni Ottanta, quando l'India introdusse agevolazioni fiscali quinquennali per le società che decidevano di installare impianti produttivi nel Paese.. 
Secondo le cifre dell'Organizzazione Internazionale del Lavoro, al maggio 1998 risultavano 459.000 operai, in netto aumento rispetto ai 229.000 del 1994 e ai 23.000 del 1986, che lavoravano nelle 52 zone franche delle Filippine. In Cina il numero saliva a 124 zone franche dove lavoravano 18 milioni persone. Le stime risultano essere approssimative, tanto che Charles Kernaghan in Behind the Label: "Made in China" riporta che, al marzo 1998, si contavano 30 milioni di lavoratori divisi in 400 zone franche cinesi. Sempre secondo l'Organizzazione Internazionale del Lavoro il numero complessivo di zone franche nel 1998 corrispondeva a un numero tra le 850 e le 1000, suddivise in 70 paesi e con circa 27 milioni di lavoratori.
Secondo l'Organizzazione Internazionale del Commercio il flusso commerciale che interessa queste zone corrisponde a 200-250 miliardi di dollari.
Negli anni Ottanta in Messico, al confine con gli Stati Uniti, sono sorte le prime maquiladoras (dal verbo spagnolo maquillar, cioè "fabbricare"), in crescita esponenziale: secondo l'Organizzazione Mondiale del Commercio il loro numero ammontava a 789 nel 1985 e 2.747 nel 1995; 3.508 maquiladoras ospitavano invece 900.000 lavoratori nel 1997.